# Monte Cerano
Il Monte Cerano (1.702 m s.l.m.) è una montagna appartenente ai Contrafforti valsesiani del Monte Rosa nelle Alpi Pennine, la vetta più elevata della Val Corcera.

## Caratteristiche

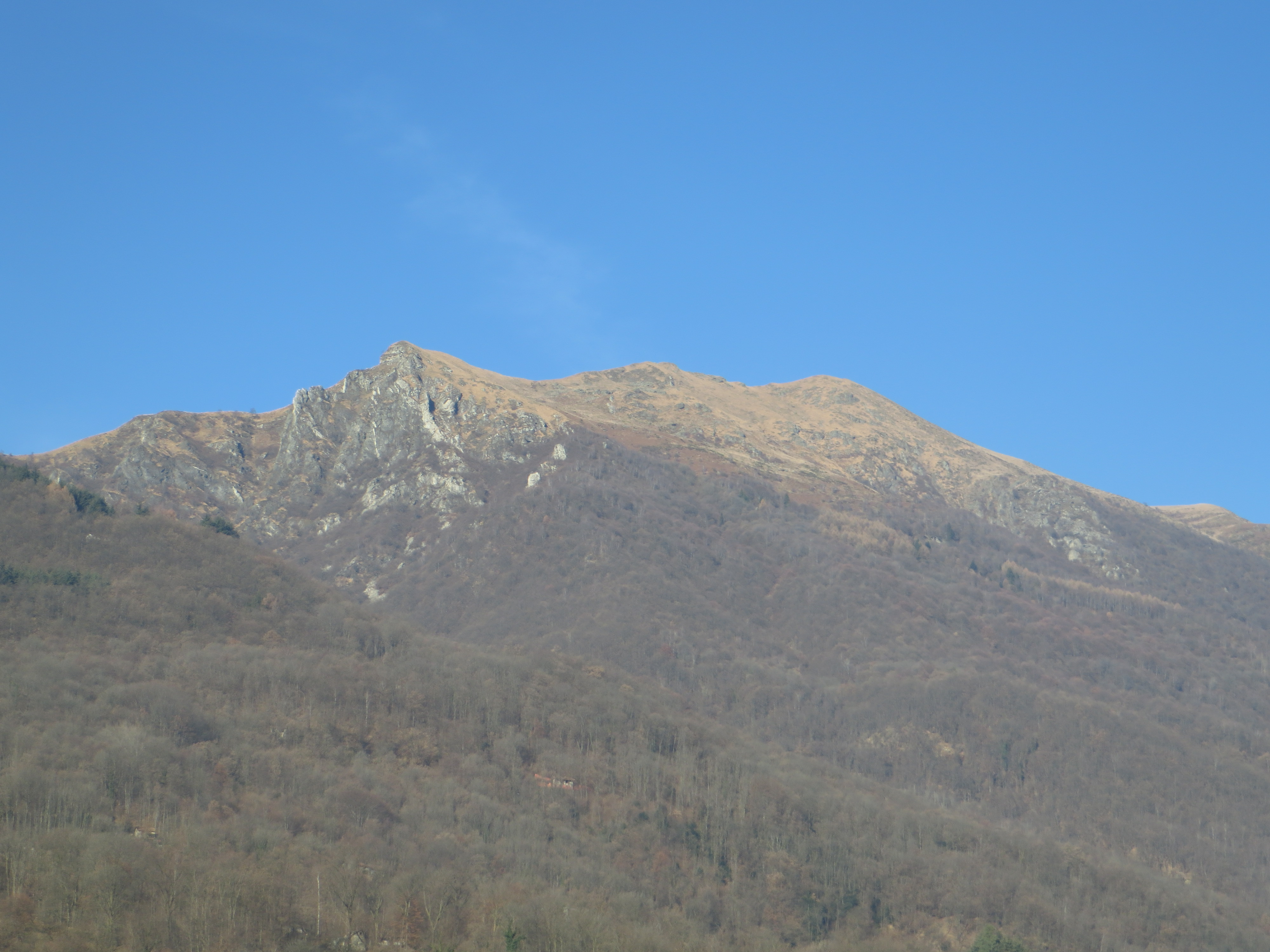
Il Monte Cerano visto da Sant'Anna, frazione di Casale Corte Cerro

La sommità del Cerano, appartenente ai comuni di Casale Corte Cerro e Loreglia, poco lontano dal confine con Ornavasso, rappresenta la sponda occidentale della Val Corcera. Il rilievo, insieme alla vicina vetta ornavassese del Poggio Croce (1.765 m s.l.m.), appartiene al sistema dell'Eyehorn e del Monte Massone (di conseguenza Cima Altemberg, fino a giungere al Monte Rosa). 
Il Monte Cerano venne inserito come potenziale Patrimonio dell'Umanità nella candidatura Paesaggi lacustri del Lago Maggiore e del Lago d'Orta (01/06/2006)

## Salita alla vetta

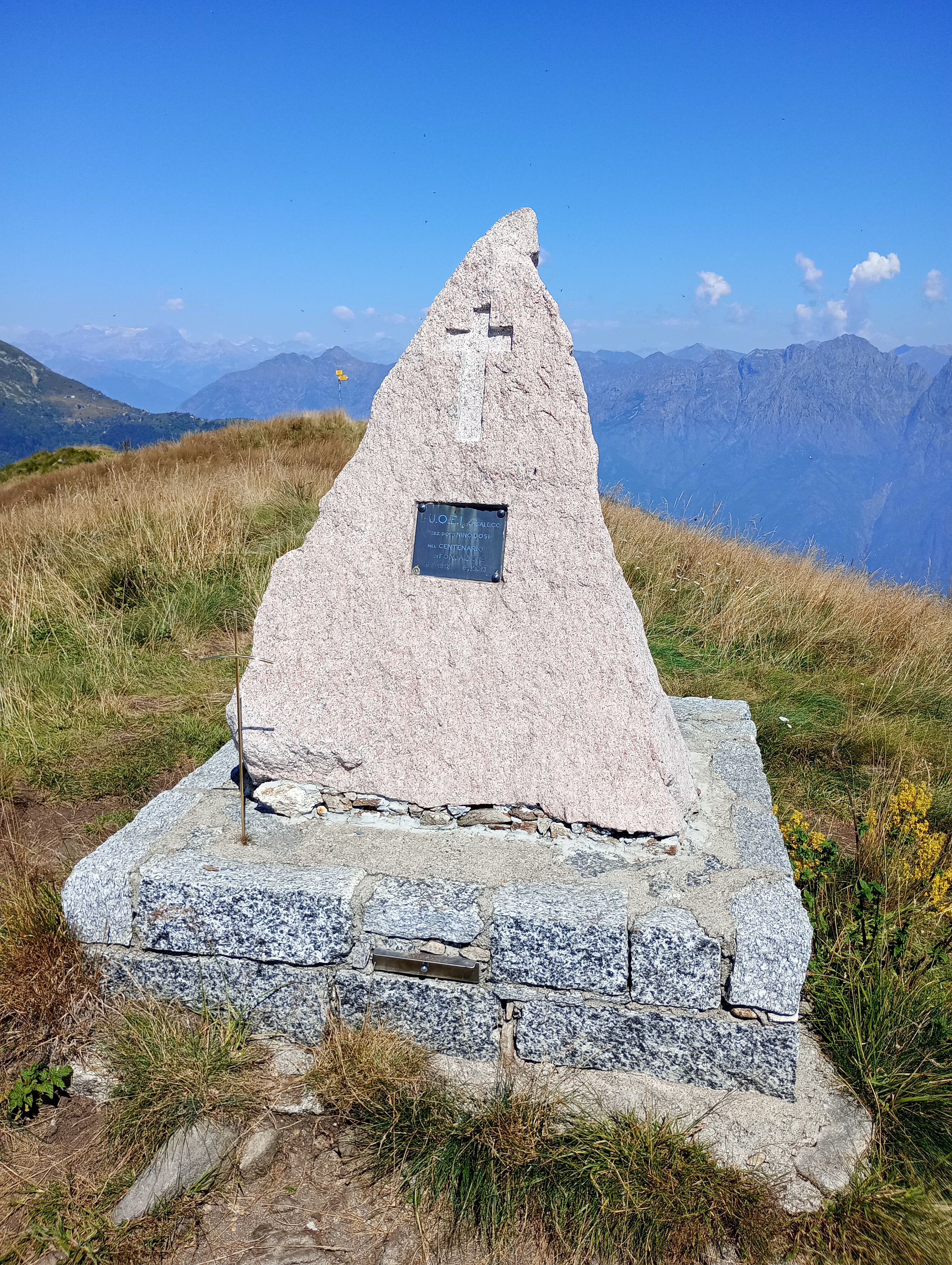
Il cippo in cima alla montagna

Si può salire sulla vetta partendo dall'Alpe Quaggione, località di Germagno (raggiungibile in auto tramite Canova del Vescovo, frazione di Omegna). L'itinerario è di tipo escursionistico ed è considerato di difficoltà E. Si può anche salire da Loreglia, Ornavasso, Casale Corte Cerro o Gravellona Toce.
Sulla cima si possono osservare numerosi monti del VCO (quali Massone, Mottarone o Montorfano), il Lago Maggiore, il Lago d'Orta e parte della Pianura Padana novarese e varesotta e nelle giornate più limpide Milano.

## Note

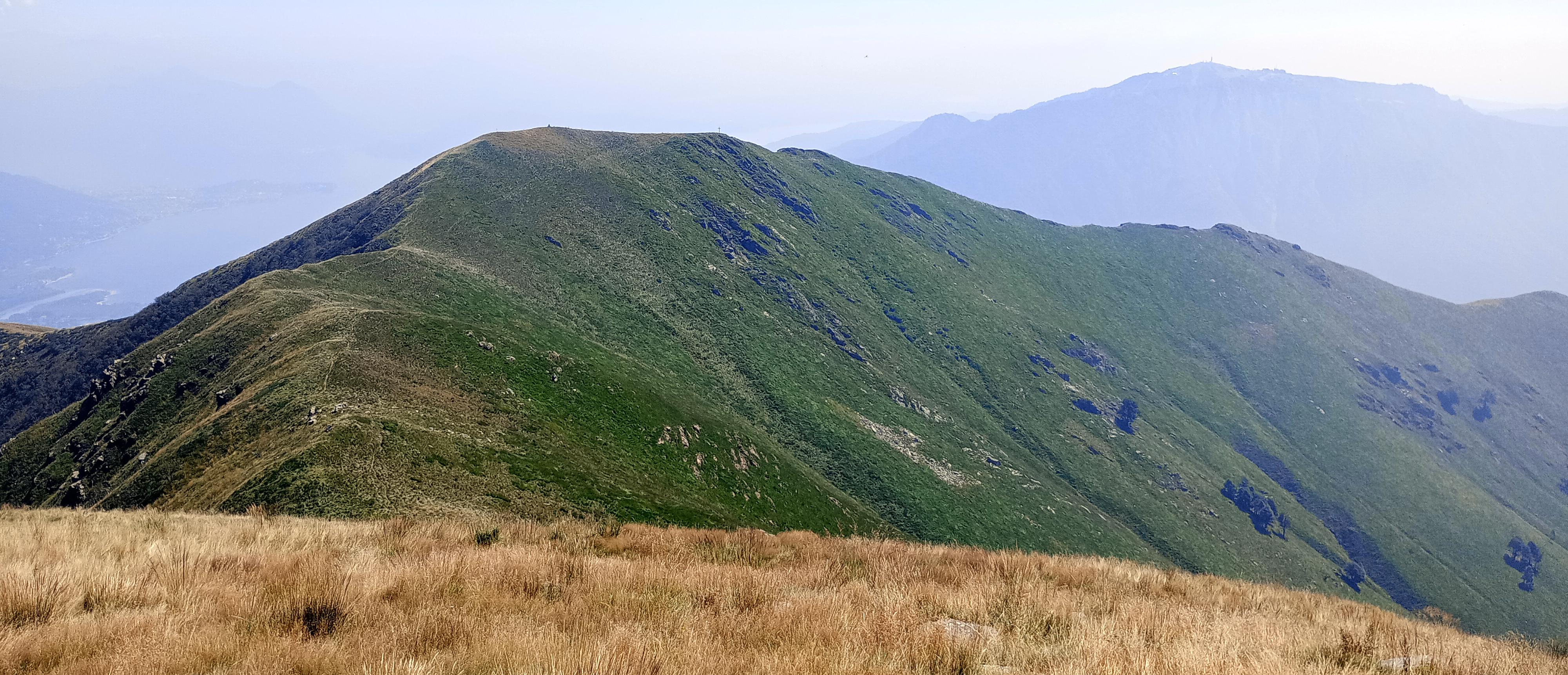
Vista da Poggio Croce, sulla sinistra il Mottarone